# 沃克鎮區 (阿肯色州富蘭克林縣)
沃克鎮區（英語：Walker Township）是位於美國阿肯色州富蘭克林縣的一個行政鎮區。

## 地方資料
沃克鎮區的面積為59.51平方千米，當中陸地面積為59.50平方千米，而水域面積為0.00平方千米。根據2010年美國人口普查的數據，當地共有人口33人，而人口密度為每平方千米0.55人。